# Carn Brea Castle
Carn Brea Castle er en middelalderborg fra 1300-tallet  i Carn Brea  ved  Redruth i Cornwall i England. Den blev kraftigt ombygget i 1700-tallet til et jagtslot for Basset-familien. Bygningen er nu restaurant. Den er fredet af 2. grad.

## Historie
Carn Brea Castle blev opført som kapel i 1379: det var sandsynligvis viet til Sankt Mikael.
Siden er bygningen ombygget i flere omgange, hovedsageligt i 1700-tallet, hvor Basset-familien ombyggede den til jagtslot. Det bliver betragtet som et folly-slot pga. de store utilpassede sten, der udgør fundamentet, og giver indtryk af, at det er bygget ind i undergrunden.
Det blev brugt som fyrtårn til 1898, hvor beboeren gik med til at installere lys i et af nordvinduerne. Fra 1950'erne til 1970'erne forfaldt slottet, til det blev renoveret af private i 1975-1980. Bygningen blev klassificeret af English Heritage som fredet af grad 2 i 1975.
I 1980'erne blev bygningerne omdannet til en mellemøstlig restaurant.